# Juan Camacho Coll
Juan Camacho Coll (València, 16 de febrer de 1947 - Madrid, 21 d'octubre de 1982), conegut artísticament com a Juan Camacho, va ser un cantant valencià de música lleugera. La seva carrera musical va transcórrer en els anys 1960 i 1970, primerament en diverses agrupacions com ara Los Ángeles Negros, Los Diapason's o Los Relámpagos, per posteriorment esdevenir cantant solista. Va morir a causa d'un accident de cotxe en 21 d'octubre de 1982.